# Стамбульская фондовая биржа
Стамбульская фондовая биржа (тур. Borsa İstanbul, BİST) — турецкая фондовая биржа в Стамбуле. Является единственной фондовой биржей в Турции.

## История
Организованный рынок ценных бумаг Турции возник во второй половине XIX века. Фондовая биржа была учреждена в Стамбуле в 1866 году для финансирования внешнего долга Османской империи, возникшего в период Крымской войны. На бирже стали действовать инвесторы из Европы, которые искали быстрой и высокой выгоды.
С возникновением Турецкой Республики биржа была переименована в Стамбульскую биржу по торговле ценными бумагами и иностранной валютой.
Первоначально биржа способствовала финансированию уставного капитала турецких компаний. Однако, Великая депрессия и Вторая мировая война отрицательно подействовали на деятельность биржи.
После Второй мировой войны количество компаний Турции, осуществлявших листинг на бирже, значительно увеличилось. Ценные бумаги компаний вызвали спрос среди частных и институциональных инвесторов.
В 1981 году был принят закон о рынках капитала. В 1982 году учреждён Департамент по рынкам капитала Турции, надзорный государственный орган Турции за рынком ценных бумаг.
В 1983 году был принят закон о регулировании обмена ценными бумагами.

## Общие сведения
26 декабря 1985 года вместо Стамбульской биржи по торговле ценными бумагами и иностранной валютой была создана Стамбульская биржа (Istanbul Stock Exchange). 5 апреля 2013 года Istanbul Stock Exchange была объединена с Istanbul Gold Exchange, и создана Borsa Istanbul.
Под нынешним названием объединены структурные подразделения: Стамбульская фондовая биржа (ISE) (тур. İstanbul Menkul Kıymetler Borsası, IMKB), Стамбульская золотая биржа (тур. İstanbul Altın Borsası, İAB) и Турецкая биржа деривативов (тур. Vadeli İşlem Opsiyon Borsası, VOB).
49 % акций биржи принадлежит государству. В будущем планируется приватизация биржи.
Borsa Istanbul является единственным учреждением Турции, которое вправе осуществлять торговлю ценными бумагами.
Членами Borsa Istanbul являются 320 компаний Турции.
Часы торговли: 09:30–12:30 — первая сессия, 14:00–17:30 — вторая сессия.
Индексы биржи: ISE National-All Shares Index, ISE National-30, ISE National-50, ISE National-100, Sector and sub-sector indices, ISE Second National Market Index, ISE New Economy Market Index and ISE Investment Trusts Index
Главным индикатором рынка ценных бумаг Турции является индекс ISE National-100 Index.
Биржей поддерживается электронная торговая система, все сделки в которой осуществляются в ходе непрерывных аукционов. Рынок акций и рынок векселей и облигаций представляют собой два основных сегмента биржи.
На турецком фондовом рынке нет ограничений на зарубежные портфельные инвестиции. Ценные бумаги зарубежных компаний могут получить листинг в Международной секции фондового рынка ISE.
Правила биржи соответствуют международным стандартам и директивам ЕС. Клиринг, расчеты, и кастодиальное обслуживание в соответствии со стандартами, принятыми на международном уровне, осуществляет расчетно-кастодиальный банк биржи.